# Pitoa
Pitoa est une commune du Cameroun située dans la région du Nord et le département de la Bénoué. Elle se situe à 15 km de Garoua et est traversée par la route Nationale N°1.

## Structure administrative de la commune
Outre Pitoa proprement dit, la commune comprend les villages suivants :
- Babaï
- Babanguel
- Badawa
- Badjengo
- Badjouma
- Bakingou
- Balare
- Banayé
- Bandocki
- Bangrang
- Bapara
- Barwouna
- Bassinta
- Bé
- Beri Hosséré
- Bodjal
- Bogou
- Boulgou
- Dakel
- Dehlen
- Djack
- Djalingo
- Djamtari
- Dolla
- Douloumi
- Doumde Gadoudji
- Doumé Bahoï
- Forti
- Fou'i
- Gnabi
- Gnam Sala
- Gnibango
- Gollora
- Goungou
- Guébaké
- Guidjaro
- Haouritirde
- Haoussaré
- Ibba Njaoulewa
- Karewa
- Kéféro
- Kirirambo
- Kosséyel Daneyel
- Lamordé Toupouri
- Langui Centre
- Languiré
- Lombou
- Lougguerewo
- Mal Alim
- Mayo Leb'ri
- Mbara
- Mbila
- Mbor
- Mboulli
- Mboulwol
- Mboura
- Nassaro Bé
- Ndega
- Ndjiddé
- Ndoudja
- Ngaoundéré
- Ngassa Djaabi
- Ngoulé
- Nigeriaré Sékadé
- Njaïnga
- Ogna
- Oumoua
- Pena
- Poussan
- Ram
- Ribadou
- Sararé Ii
- Séboré Djimpordé Poutchou
- Sisséri
- Sokanga
- Sonayo
- Sorom
- Souaré
- Sourou Pena
- Soussingara
- Tchaka Djam
- Tcholaram
- Ting Ling
- Toroï
- Towndiré Sekandé
- Walewol
- Windé Garoua
- Wouro

## Géographie
L'arrondissement de Pitoa compte une population totale de 117 653 habitants en 2015 pour une superficie de 812 km². La ville de Pitoa dénombre 26 478 habitants en 2015.
Située dans une région montagneuse, Pitoa est bordée des Monts Tinguelin et la vallée de la rivière Bénoué. L'arrondissement est par ailleurs traversé d'autre cours d'eau, tels que les Mayo Pitoa,  Mayo Lebri ainsi que bien d'autres.

### Climat
Le climat régnant est semi-aride de type soudano-sahélien, soit avec deux saisons, une saison sèche qui dure d'octobre à avril et une saison des pluies mai à octobre. La pluviométrie annuelle est de 1200 mm d'eau et la température moyenne annuelle est de 25 °C.

## Économie

### Agriculture et élevage
L'arrondissement produit du maïs et du sorgho en saison sèche ainsi que des légumes et des oignons le long des fleuves. Du niébé, des arachides, du riz et du sésame sont cultivés durant la saison des pluies. L'agriculture est manuelle ou attelée. L'agriculture profite d'un encadrement par le Ministère de l’Agriculture et du Développement Rural mais aussi du soutien d'entreprises comme la Sodecoton et Ader pour les intrants agricoles.
L'élevage dans l'arrondissement est soit traditionnel, soit intensif. Le cheptel est composé majoritairement de bovins, ovins, caprins et volailles.

### Commerce et services
Les produits issues de l'agriculture et de l'élevage sont vendus dans le marché sous-régional de Pitoa. D'autres marchés sont présents dans les villages de l'arrondissement.
Le secteur des services est en plein essor et emploie beaucoup de personnes. Il comprend notamment des moto-taximen, des coiffeurs, mécaniciens, restaurateurs,des call-boxers ainsi que bien d'autres métiers.

### Ressources naturelles et artisanat
L'arrondissement est riche en sable et en terre qui servent à la fabrication de brique et au secteur du bâtiment. Il existe de plus des carrières le long des mayos. Les matériaux servent à l'artisanat, on peut retrouver des forgerons, tisserands, des forgerons et des potiers.

## Urbanisme
Chaque village de l'arrondissement possède une école primaire. Neuf écoles maternelles existent dans l'arrondissement, dont une à Pitoa. La ville est aussi équipée de trois lycées, dont un bilingue et un technique.
En matière de santé, Pitoa est équipée d'un hôpital de district ainsi qu'un centre de santé intégré.